# William Francis Giauque
William Francis Giauque (Niagara Falls, Canadà 1895 - Berkeley, EUA 1982) fou un químic i professor universitari canadenc-estatunidenc guardonat amb el Premi Nobel de Química l'any 1949.

## Biografia
Va néixer el 12 de maig de 1895 a la població de Niagara Falls, situada a la província canadenca d'Ontario. Retornà als Estats Units, d'on provenia la seva família, però a la mort del seu pare el 1908 retornà a Niagara Falls. Va estudiar secundària al seu poble de naixements, entrant a treballar posteriorment en diverses centrals hidroelèctriques. Posteriorment va estudiar química a la Universitat de Berkeley, on es llicencià el 1920 i es doctorà el 1922.
Sota la supervisió de Gilbert Lewis inicià la seva tasca docent a la Universitat de Berkeley l'any 1922, arribant a ser nomenat professor titular de química l'any 1934, càrrec que ostentà fins al 1962. Giauque va morir el 28 de març de 1982 a la població de Berkeley, situada a l'estat nord-americà de Califòrnia.

## Recerca científica
Giauque es va interessar en la recerca del Tercer Principi de la termodinàmica, durant aquesta investigació experimental va estar sota la tutela del professor G.E. Gibson que comparava les entropies relatives de cristalls amb les del cristall de la glicerina. El seu objectiu principal era demostrar a través d'una gamma de proves apropiades que el Tercer Principi de la termodinàmica és una llei natural bàsica.
El 1926 va proposar un mètode per observar temperatures considerablement inferiors a un kelvin (-272,15 °C). Va desenvolupar així mateix un dispositiu magnètic de refrigeració segons el seu propi disseny per a assolir aquest resultat, aconseguint arribar més prop del zero absolut que el que molts científics pensaven possible. Aquest treball "trailblazing", a part de provar una de les lleis fonamentals de la naturalesa, va conduir a fortificar l'acer, millorar la gasolina i a desenvolupar processos més eficients en una diversitat d'indústries. Les seves investigacions i la dels seus estudiants van incloure una gran quantitat de determinacions de l'entropia amidades a baixa temperatura, particularment en gasos condensats. Les entropies i altres característiques termodinàmiques de molts gasos també van ser determinades a través de l'estadística quàntica i dels nivells d'energia moleculars disponibles a la banda espectral així com d'altres fonts. Les seves investigacions interrelacionades amb l'entropia de l'oxigen de Herrick. Johnston van conduir al descobriment dels isòtops 17 i 18 de l'oxigen a l'atmosfera terrestre i va demostrar que els físics i els químics havien estat utilitzant diverses escales de pes atòmic per anys sense saber-ho.
El 1949 fou guardonat amb el Premi Nobel de Química pels seus estudis en termodinàmica, especialment per les seves investigacions sobre les propietats de les substàncies a baixes temperatures.